# Interdisciplinarietat
La interdisciplinarietat és l'intent de superar les divisions dels diferents camps de la ciència per tenir un apropament global a un problema o camp d'estudi. Es diferencia de la multidisciplinarietat, on experts de diversos camps treballen plegats però mantenint els seus mètodes i particularitats.
A l'Antiguitat no hi havia divisió entre les ciències, es considerava que una persona culta havia de dominar diferents disciplines, per això els filòsofs s'ocupaven de diferents disciplines. L'homo universalis renaixentista, l'ideal erudit, continuava mantenint aquest referent de totalitat. Amb l'especialització creixent del coneixement, accentuat pels estudis reglats a les universitats i el positivisme, la ciència va perdre l'enfocament interdisciplinar.
Les anomenades dues cultures (en termes de Charles Percy Snow), humanitats i ciències socials per una banda i ciències experimentals i ciències pures per l'altra, són les dues divisions majors però a cadascuna conviuen diferents acostaments al coneixement. La interdisciplinarietat busca justament superar aquestes divisions i per això els estudis busquen experts de diferents àrees per dotar d'una visió més complexa els temes analitzats.
Alguns dels exemples més recents d'estudis interdisciplinars són la ciència cognitiva, la lluita contra el canvi climàtic o els estudis culturals.